# Maria di Savoia (duchessa di Milano)
Maria di Savoia (Chambéry, gennaio 1411 – Vigone, 22 febbraio 1469) fu una principessa della Savoia e duchessa consorte di Milano.

## Biografia
Era figlia del duca Amedeo VIII di Savoia e di Maria di Borgogna.
Venne data in moglie al cinico duca di Milano Filippo Maria Visconti che sposò il 2 dicembre 1427.
Suo marito era già vedovo di Beatrice di Lascaris, fatta giustiziare dal duca in quanto rea confessa di adulterio.
Il matrimonio fu fortemente voluto da Filippo Maria, desideroso di avere alleati per far fronte alle sue sconfitte politiche e militari. La gravità della situazione in cui si trovava e la conseguente necessità di avere subito un alleato al suo fianco rese veloce la conclusione delle trattative matrimoniali, tanto che la questione della dote passò in secondo piano.
Più tardi però, quando la situazione politica di Filippo Maria migliorò, egli tornò sulla questione della dote senza però ottenere nulla dai Savoia.
Lasciata al suo destino e senza una degna dote dalla famiglia, vessata e tenuta da parte dal marito (che aveva una relazione stabile con Agnese del Maino da cui aveva avuto la futura duchessa di Milano Bianca Maria), Maria non ebbe figli e visse in solitudine fino alla morte.

## Ascendenza
|                              |                        |                        | Genitori                  |  |  | Nonni |  |  | Bisnonni            |  |  | Trisnonni        |  |
|                              |                        |                        |                           |  |  |       |  |  | Amedeo VI di Savoia |  |  | Aimone di Savoia |  |
|                              |                        |                        |                           |  |  |       |  |  | Amedeo VI di Savoia |  |  | Aimone di Savoia |  |
|                              |                        | Violante Paleologa     |                           |  |  |       |  |  | Amedeo VI di Savoia |  |  |                  |  |
| Amedeo VII di Savoia         |                        |                        |                           |  |  |       |  |  | Amedeo VI di Savoia |  |  |                  |  |
|                              |                        | Bona di Borbone        | Pietro I di Borbone       |  |  |       |  |  |                     |  |  |                  |  |
|                              |                        | Bona di Borbone        | Pietro I di Borbone       |  |  |       |  |  |                     |  |  |                  |  |
|                              |                        | Bona di Borbone        | Isabella di Valois        |  |  |       |  |  |                     |  |  |                  |  |
| Amedeo VIII di Savoia        |                        | Bona di Borbone        |                           |  |  |       |  |  |                     |  |  |                  |  |
|                              |                        | Giovanni di Valois     | Giovanni II di Francia    |  |  |       |  |  |                     |  |  |                  |  |
|                              |                        | Giovanni di Valois     | Giovanni II di Francia    |  |  |       |  |  |                     |  |  |                  |  |
|                              |                        | Giovanni di Valois     | Bona di Lussemburgo       |  |  |       |  |  |                     |  |  |                  |  |
| Bona di Berry                |                        | Giovanni di Valois     |                           |  |  |       |  |  |                     |  |  |                  |  |
|                              |                        | Jeanne d'Armagnac      | Giovanni I d'Armagnac     |  |  |       |  |  |                     |  |  |                  |  |
|                              |                        | Jeanne d'Armagnac      | Giovanni I d'Armagnac     |  |  |       |  |  |                     |  |  |                  |  |
|                              |                        | Jeanne d'Armagnac      | Beatrice di Borbone       |  |  |       |  |  |                     |  |  |                  |  |
| Maria di Savoia              |                        | Jeanne d'Armagnac      |                           |  |  |       |  |  |                     |  |  |                  |  |
|                              | Giovanni II di Francia | Filippo VI di Francia  |                           |  |  |       |  |  |                     |  |  |                  |  |
|                              | Giovanni II di Francia | Filippo VI di Francia  |                           |  |  |       |  |  |                     |  |  |                  |  |
|                              | Giovanni II di Francia | Giovanna di Borgogna   |                           |  |  |       |  |  |                     |  |  |                  |  |
| Filippo II di Borgogna       | Giovanni II di Francia |                        |                           |  |  |       |  |  |                     |  |  |                  |  |
|                              |                        | Bona di Lussemburgo    | Giovanni I di Lussemburgo |  |  |       |  |  |                     |  |  |                  |  |
|                              |                        | Bona di Lussemburgo    | Giovanni I di Lussemburgo |  |  |       |  |  |                     |  |  |                  |  |
|                              |                        | Bona di Lussemburgo    | Elisabetta di Boemia      |  |  |       |  |  |                     |  |  |                  |  |
| Maria di Borgogna            |                        | Bona di Lussemburgo    |                           |  |  |       |  |  |                     |  |  |                  |  |
|                              |                        | Luigi II di Fiandra    | Luigi I di Crécy          |  |  |       |  |  |                     |  |  |                  |  |
|                              |                        | Luigi II di Fiandra    | Luigi I di Crécy          |  |  |       |  |  |                     |  |  |                  |  |
|                              |                        | Luigi II di Fiandra    | Margherita I di Borgogna  |  |  |       |  |  |                     |  |  |                  |  |
| Margherita III delle Fiandre |                        | Luigi II di Fiandra    |                           |  |  |       |  |  |                     |  |  |                  |  |
|                              |                        | Margherita di Brabante | Giovanni III del Brabante |  |  |       |  |  |                     |  |  |                  |  |
|                              |                        | Margherita di Brabante | Giovanni III del Brabante |  |  |       |  |  |                     |  |  |                  |  |
|                              |                        | Margherita di Brabante | Maria d'Évreux            |  |  |       |  |  |                     |  |  |                  |  |
|                              |                        | Margherita di Brabante |                           |  |  |       |  |  |                     |  |  |                  |  |